# محمد نعيم الدين
محمد نعيم الدين (بالبنغالية: মোহাম্মদ নইমুদ্দীন) (1832–1907 / 1916 ) هو عالم إسلامي وكاتب وصحفي بنغالي. كان رئيس تحرير أخبار إسلامية (مجلة).

## النشأة والتعليم
وُلِد محمد نعيم الدين عام 1832م، في قرية شروج في تانغائل، مقاطعة مؤمنشاهي، حكم البنغال.
أكمل تعليمه الأولي في مدرسة دُلائي في شجاع نغر ‏، مقاطعة بابنا وأكمل أيضًا دراساته الإسلامية في داكا. سافر لاحقًا إلى مرشد أباد، وبهار، وإله أباد، وأغرة، ودلهي وأماكن أخرى لاكتساب المزيد من المعرفة الدينية. حصل على لقب "عالم الدهر" لاختصاصه في المعرفة الإسلامية.

## حياة مهنية
كان لنعيم الدين العديد من الوظائف في حياته. كان مدرسًا بالمدرسة وكذلك قاضيًا أثناء وجوده في بابنا .[بحاجة لمصدر]
بدأ أخيرًا التركيز على نشر المجلات وكتابة الكتب ونشر رسالة الإسلام تحت رعاية عائلة پني في كرتية ‏.[بحاجة لمصدر]
وظفت الأسرة نعيم الدين محررًا لمجلة أخبار إسلامية. إلى جانب ذلك، بدأ العمل على ترجمة القرآن كاملاً إلى اللغة البنغالية.

## الأعمال
كتب نعيم الدين حوالي 30 كتابًا تتعلق بالدين. نُشر المجلد الأول من ترجمته للقرآن في 26 سبتمبر 1891. من عام 1892 إلى عام 1908، نشر ترجمة 9 أجزاء. في عام 1892، أصدر أيضًا ترجمة بنغالية مكونة من أربعة مجلدات من الفتاوى العالمغير بمساعدة واجد علي خان البني ورعاية الحافظ محمود علي خان البني.  عُيِّن رئيس تحرير الجريدة البنغالية الشهرية أخبار إسلامية (مجلة) عام 1883 والتي تنشر من مطبعة المحمودية. رعى رئيس كرتية ‏ الحافظ محمود علي خان البني هذه الأعمال. تشمل بعض كتبه البارزة الأخرى ما يلي:
- كلمة الكفر (1897)
- عصابات آخر زوهار (1897)
- أدلة الحنيفية (1897)
- إنصاف (1892)
- رفع اليدين (1896)
- معدن العلوم
- يوسف سورار سُبِسْتِرْنَ تفسير
- صراط مستقيم
- صراط المستقيم (إصدار جديد)
- دَرْمِر لاتِي
- الوتر
- التراويح
- البخاري الشريف (1898)
- المولود الشريف (1895)
- زبدة المسائل (1873)
- الفتاوى العالمغيري
- صحيح شاه عالمِر قصة
- صحيح عالمغيرِر قصة
- صحيح نور جهان بيغمِر قصة
- صحيح علاء الدينِر قصة
- صحيح حسين شاهِر قصة
- غوكاند
- غومستا درفن (1886)
- غيجيبن (1889)، استجابة لدعوة مير مشرف حسين بوقف التضحية بالأبقار

## الوفاة
هناك اختلاف في الرأي في أي عام توفي نعيم الدين. يزعم وكيل أحمد من بانغلابيديا أن ذلك حدث في 23 نوفمبر 1907 في قريته، بينما يقول آخرون أن ذلك حدث في عام 1916.